# بنی راشد
بنی راشد (به عربی: بنی راشد) یک شهرداری در الجزایر است که در استان الشلف واقع شده‌است. بنی راشد ۲۳٬۴۴۹ نفر جمعیت دارد.